# سكوت فرانكلين
سكوت فرانكلين هو لاعب اتحاد الرغبي كندي، ولد في 23 أغسطس 1980 في ريجاينا في كندا.

## وصلات خارجية
- سكوت فرانكلين عل موقع إسبنسكروم (الإنجليزية)
- سكوت فرانكلين على موقع ItsRugby.co.uk (الإنجليزية)